# Ewald Rohlfs
Ewald Rohlfs (* 23. März 1911 in Danzig; † 29. Juli 1984 in Bremen) war ein deutscher Einflieger und Versuchspilot. 1944 zum Flugkapitän ernannt, wurde er nach dem Krieg Mitglied der Traditionsgemeinschaft Alte Adler (TGAA).

## Leben
Sein Name ist mit der Entwicklung des Hubschraubers in Deutschland eng verbunden. Der Konstrukteur Henrich Focke hatte ihn ausgewählt, um den von ihm gebauten Hubschrauber Focke-Wulf Fw 61 einzufliegen und zu erproben. Rohlfs, der am 1. Mai 1935 bei der Firma eingetreten war, führte damit am 26. Juni 1936 den ersten Flug aus, der allerdings nur 28 Sekunden dauerte. Ein Jahr später blieb Rohlfs bereits über eine Stunde in der Luft und schaffte eine Strecke von 16,4 km. Im Juni 1937 holte er mit den beiden inzwischen vorhandenen Hubschraubern sämtliche Weltrekorde nach Deutschland, mit 1 Stunde 20 Min. Dauer, 2440 m Höhe, 122,5 km/h Geschwindigkeit und 80,6 km Strecke im geschlossenen Kreis. Bereits vorher, am 10. Mai 1937, hatte er in etwa 400 m Höhe den Motor abgestellt und war dennoch sicher in Autorotation gelandet, womit er die Funktionsfähigkeit dieser wichtigen Einrichtung bewiesen hatte. Als sich Focke bald danach von seiner alten Firma trennte und eine neue gründete (Focke-Achgelis), blieb Rohlfs zurück und war dann vor allem mit dem Einfliegen und Erproben der Fw 190 beschäftigt. Er gehörte auch der Werkschutzstaffel an, zunächst mit Fw 187, später auf Fw 190. Die weiteren Versuchsflüge mit der Fw 61 bei der neuen Firma unternahmen dann Carl Bode und Hanna Reitsch.
Nach dem Krieg war Rohlfs mit Focke von 1954 bis 1957 in Brasilien beim dortigen Zentrum des Flugwesens (Centro tecnico de Aeronautica), wo ebenfalls ein Hubschrauber entwickelt werden sollte. Anschließend gingen beide zu Borgward in Bremen, wo sie bei der Entwicklung des Hubschrauberprojekts Kolibri I tätig waren. Den Erstflug damit konnte Rohlfs am 1. Juli 1958 ausführen. Die Erprobung zog sich in die Länge, so dass es nicht mehr zur angestrebten Musterzulassung kam, weil die Firma in Konkurs ging. Rohlfs wechselte nun zu Henschel in Kassel, wo er Chefpilot und Flugbetriebsleiter wurde. Im Jahr 1977 ging er in den Ruhestand und zurück nach Bremen, wo er die letzten Jahre seines Lebens verbrachte.